# Корбара (Терни)
Корбара је насеље у Италији у округу Терни, региону Умбрија.
Према процени из 2011. у насељу је живело 123 становника. Насеље се налази на надморској висини од 134 м.